# Akinbode Akinbiyi
Akinbode Akinbiyi (Oxford, Inglaterra, 1946) es un fotógrafo, comisario y escritor inglés. 
Hijo de padres nigerianos, ha estudiado en la Universidad de Ibadán (Nigeria), Lancaster (Inglaterra) y Heidelberg (Alemania). Actualmente está establecido en Berlín. 
Su obra, focalizada en las megaciudades especialmente del continente africano, ha sido expuesta en muestras colectivas como Afropolis (Colonia y Bayreuth, 2010); Pret -a- partager (Dakar, Ciudad del Cabo, Lagos, Douala, Berlín y Stuttgart, 2009- 2012). Su exposición más reciente a nivel individual es Adama in Wonderland, sobre Johannesburgo (2013).
Como comisario, ha participado en las exposiciones de Dakart 2008 en Berlín y Stuttgart, y en las exposiciones sobre fotografía nigeriana (2001) y alemana (2003) en el marco de los Rencontres de la photographie africaine en Bamako. Akinbiyi también imparte talleres a nivel internacional y ha formado parte del jurado del Premio World Press Photo.